# 段炅
段炅（1474年—？），字德光，號河濱，陝西臨洮府蘭州軍籍，山西陽曲縣人，明朝政治人物。

## 生平
陝西鄉試第二十一名舉人，弘治十八年（1505年）乙丑科三甲第一名進士。授翰林院檢討。諂附閹黨重臣焦芳，劉瑾事敗，被撤職。

## 著作
与康海、王九思均以诗文闻名，人称「关中三老」。有《河滨集》。

## 家族
曾祖父段鳴鶴；祖父段敏；父段堅，景泰甲戌進士，官南陽知府；嫡母咬氏 （封孺人）；生母楊氏。慈侍下。
段堅為景泰進士，為官有政績。